# Cafrija
Cafrija (hebrejsky צַפְרִיָּה, v oficiálním přepisu do angličtiny Zafriyya, přepisováno též Tzafria) je vesnice typu mošav v Izraeli, v Centrálním distriktu, v Oblastní radě Emek Lod.

## Geografie
Leží v nadmořské výšce 33 metrů v hustě osídlené a zemědělsky intenzivně využívané pobřežní nížině. Východně od vesnice protéká Nachal Ajalon.
Obec se nachází 11 kilometrů od břehu Středozemního moře, cca 11 kilometrů jihovýchodně od centra Tel Avivu, cca 43 kilometrů severozápadně od historického jádra Jeruzalému a 6 kilometrů severozápadně od města Lod. Leží v silně urbanizovaném území, na jihovýchodním okraji aglomerace Tel Avivu. 2 kilometry východním směrem od mošavu se rozkládá Ben Gurionovo mezinárodní letiště. Mošav Cafrija obývají Židé, přičemž osídlení v tomto regionu je etnicky převážně židovské. Pouze ve městech Lod a Ramla ležících jižně odtud je cca dvacetiprocentní menšina Arabů.
Cafrija je na dopravní síť napojena pomocí místních komunikací v rámci aglomerace Tel Avivu. Jižně od mošavu probíhá dálnice číslo 1 z Tel Avivu do Jeruzalému. Paralelně s ní vede rovněž železniční trať, která má nedaleko odtud, v obci Kfar Chabad, stanici. Další železniční trať míjí obec ze severní strany a směřuje na letiště.

## Dějiny
Cafrija byla založena v roce 1949. Jejími zakladateli byla skupina Židů z Maďarska a Polska. K nim se přidala skupina chasidů ze SSSR, kteří si pak založili samostatnou osadu Kfar Chabad. Jméno mošavu odkazuje na vysídlenou arabskou vesnici al-Safirija, která stála až do války za nezávislost roku 1948 cca 1 kilometr jižně od dnešního mošavu (v prostoru současného Kfar Chabad.
Vesnice al-Safirija měla starší sídelní tradici. Byzantské prameny ji nazývaly Sapharea, křižáci Saphyria. Stávala v ní chlapecká základní škola založená roku 1920 a dívčí škola z roku 1945. Roku 1931 měla al-Safirija 2040 obyvatel a 489 domů. Počátkem války byla tato oblast v květnu 1948 ovládnuta židovskými silami a arabské osídlení zde skončilo. Zástavba vesnice pak byla zbořena s výjimkou objektů dvou škol a několika domů, které jsou zčásti využívány pro obytné účely.
Správní území mošavu dosahuje cca 2000 dunamů (2 kilometry čtvereční). Obec je napojena na nábožensky orientované sionistické hnutí ha-Po'el ha-Mizrachi. Většina obyvatel již nepracuje v zemědělství a za prací dojíždí mimo obec. Vesnice plánuje výraznou stavební expanzi, v jejímž rámci se tu počítá s výstavbou 60 rodinných domů pro soukromé uchazeče.

## Demografie
Podle údajů z roku 2014 tvořili naprostou většinu obyvatel v Cafrija Židé (včetně statistické kategorie "ostatní", která zahrnuje nearabské obyvatele židovského původu ale bez formální příslušnosti k židovskému náboženství).
Jde o menší obec vesnického typu s dlouhodobě mírně rostoucí populací. K 31. prosinci 2014 zde žilo 914 lidí. Během roku 2014 populace klesla o 1,7 %.
| Rok            | 1961 | 1972 | 1983 | 1995 | 2001 | 2003 | 2004 | 2005 | 2006 | 2007 | 2008 | 2009 | 2010 | 2011 | 2012 | 2013 | 2014 |
| -------------- | ---- | ---- | ---- | ---- | ---- | ---- | ---- | ---- | ---- | ---- | ---- | ---- | ---- | ---- | ---- | ---- | ---- |
| Počet obyvatel | 326  | 341  | 603  | 596  | 637  | 613  | 622  | 606  | 600  | 630  | 674  | 765  | 843  | 873  | 910  | 930  | 914  |